# Sterbas Panzerwels

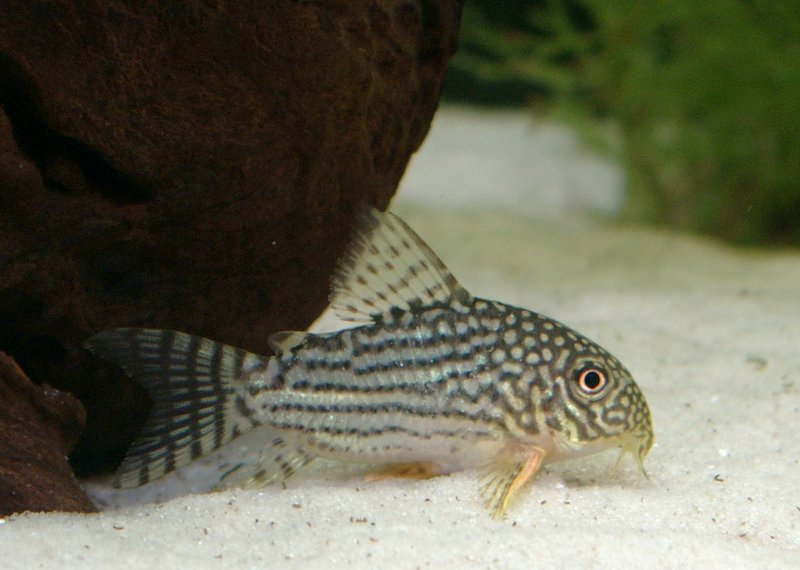
Juveniles Tier

Sterbas Panzerwels (Hoplisoma sterbai, Synonym: Corydoras sterbai), benannt nach dem Ichthyologen Günther Sterba, auch Orangeflossen-, Goldflossen- oder Gelbflossen-Panzerwels, ist eine in Brasilien, im Oberlauf des Rio Guaporé, beheimatete Panzerwelsart. Wegen seiner attraktiven Zeichnung wird er häufig als Zierfisch in Aquarien gehalten.

## Merkmale
Der mit einer Gesamtlänge von acht Zentimetern recht große Panzerwels ist im Vergleich zu anderen Panzerwelsarten relativ hochrückig. Der Kopf und Rücken sind von hell- bis dunkelbrauner Grundfarbe und bedeckt mit gelblichen Punkten. Zur Schwanzflosse hin sind die Körperseiten braun und gelblich gestreift. Der Bauch ist weiß bis rosa gefärbt. Die von einigen Trivialnamen angedeutete Flossenfärbung bezieht sich auf den ersten Strahl der Brustflossen, der gelb bis kräftig orange ist.
Während der Laichzeit erfolgt alle fünf bis sieben Tage eine Paarung, bei der jeweils nur ein bis zwei stark klebende Eier an die Blattunterseiten großblättriger Wasserpflanzen angeheftet werden. Innerhalb einer Laichperiode produziert ein Weibchen etwa 30 Eier. Die Larven schlüpfen nach ungefähr vier Tagen.
Flossenformel: Dorsale 1/8, Anale 1/7, Pectorale 1/10, Ventrale 1/6.